# 宣如
宣如（せんにょ）は、江戸時代初期の浄土真宗の僧。真宗大谷派（東本願寺）第13代法主 。

## 生涯
年齢は数え年。日付は文献との整合を保つため、いずれも旧暦（宣明暦）表示を用いる（生歿年月日を除く）。また正式名称は「本願寺」だが、「西本願寺」との区別の便宜上、以下の文中ではとくに断りの無い限り「東本願寺」と表記する。
慶長9年2月22日（1604年3月22日）、東本願寺第12代法主教如の第12子（三男）として生まれる。母は側室の妙玄院如空。
長兄尊如、次兄観如の早世により法嗣（法主後継者）となり、慶長19年（1614年）10月5日の父の示寂により東本願寺を継承し、第13代となる。しかし、父の別の側室で尊如と観如の母教寿院如祐尼が宣如の法主継承を阻み、宇野新蔵らと謀り長女で宣如の異母姉・教証院如頓が産んだ熊丸（宣如の甥・後の公海）を法主に擁立しようとしたが、法主は宣如が継承し熊丸擁立は頓挫した。また教如が遺した茶入（本願寺肩衝）を巡り教寿院と宣如が争ったが、茶入も宣如が継承した。
法主継承時は願得寺など院家五ヶ寺の補佐を受け、慶長19年に大坂冬の陣で上洛した徳川家康・秀忠父子と二条城で謁見。元和5年（1619年）には秀忠から寺領安堵の朱印状を与えられ、それまで正式に本願寺からの分立を認められていなかった東本願寺は一派独立の本山として公認された。江戸幕府の重臣との親交も垣間見られ、寛永7年（1630年）9月24日に明正天皇即位を賀す使者として上洛していた幕臣5人（老中土井利勝・酒井忠世・納戸頭伊丹康勝・伏見奉行小堀政一・京都所司代板倉重宗）を東本願寺に招き、うち3人を茶の湯で接待している（ただし3人の名前は不明）。
東本願寺は宣如が法主の時期から去就に迷う末寺の引き抜きを図ったことが確認され、東本願寺が寺院・道場からの寺号・木仏・影像などの申請に対して免許した記録帳『粟津家本申物帳』には、西本願寺から転派した寺院には免許に対する御礼を減額・免除するなど優遇したことが記録されている。
元和9年（1623年）に九条幸家の長女成等院と結婚したことがきっかけで、幸家の絵師狩野山楽の作品が東本願寺に伝わったとされ、東本願寺の広間の『松竹・鶴』『夏冬・四季花鳥』・鶴之間の『花鳥』・黒書院の『源氏60帖』、東本願寺別院の大通寺含山軒にある『山水図襖』が作品と伝えられている。幸家の次女で成等院の妹貞梁院も宣如の従弟の西本願寺法主良如に嫁ぎ、西本願寺にも山楽の『鷙鳥図屏風』が伝来した。山楽の婿養子狩野山雪の作品も東本願寺にあり、大通寺には『達磨・龍・虎図』『四季耕作図襖』『枯木鳩図襖』などが、東本願寺には障壁画の小下絵として『蘭亭曲水図屏風小下絵』が伝わっている。
寛永18年（1641年）、3代将軍徳川家光から寄進された土地に、石川丈山に庭園を作らせ隠居所（現渉成園）とする。承応2年（1653年）12月退隠、次男琢如に法主を譲る。同年に西本願寺で発生した教義紛争（承応の鬩牆）で、宣如が紛争中に西本願寺から東本願寺の転派を希望する門末への対処に関する報告を板倉重宗に出した文書があり、紛争が解決するまで門末の転派を留保するよう申し入れた幕府の求めを、宣如が承知したことを重宗に伝えた内容になっている。年代は不明だが上限は宣如が退隠した承応2年、下限は重宗が京都を離れた承応4年（1655年）とされる。
万治元年7月25日（1658年8月23日）、55歳にて示寂。